# Nicolas Ritz
Nicolas Ritz (né le 26 février 1992 à Dijon en France) est un joueur professionnel français de hockey sur glace.

## Biographie
Nicolas Ritz fait ses débuts au hockey sur glace au sein de l'équipe de sa ville natale, le Dijon Hockey Club dont son père, Olivier Ritz est le président. Il porte pour la première fois le maillot de l'équipe de France en 2008-2009 en jouant avec l'équipe des moins de 18 ans.
En 2009-2010, il joue dans le championnat de France junior mais fait également ses débuts en Ligue Magnus, le championnat élite français. Au cours de cette saison, il participe au championnat du monde moins de 18 ans mais également au championnat du monde junior. Il joue la totalité du calendrier 2010-2011 avec l'équipe première et en 2011-2012, il rejoint l'équipe senior de l'équipe nationale. Lors de cette même saison, il remporte avec son club la Coupe de France en battant en finale les Dragons de Rouen. Dijon s'impose sur le score de 7-6 après prolongation, le but de la victoire étant inscrit par Ritz après quelques minutes de prolongation.
À la fin de la saison 2012-2013, il est désigné comme meilleur espoir par l'ensemble des entraîneurs de la Ligue Magnus et les entraîneurs de l'équipe de France. Nicolas Ritz reçoit ainsi le trophée Jean-Pierre-Graff. Au début de la saison 2013-2014, il est désigné capitaine de son équipe. Cette dernière finit à la troisième place de la saison régulière. Dijon passe le premier tour des séries mais chute en demi-finales en quatre rencontres contre les Diables rouges de Briançon. Par la suite il reçoit le trophée Albert-Hassler qui récompense le meilleur joueur français du championnat et confirme le prix reçu l'année précédente.
Il signe fin juillet 2014 un contrat d'essai pour 3 mois avec le club finlandais du Hämeenlinnan Pallokerho.
Il termine la saison avec le club de Gap avec lequel il gagne la Ligue Magnus contre les Gamyo d’Epinal
En avril 2020, après trois saisons aux Dragons de Rouen, il s'engage avec le club des Ducs d'Angers pour la saison suivante.
Il gagne avec Angers la coupe de France 2021 - 2022 et ainsi que la médaille d’Argent de la continental cup en janvier 2023

## Statistiques

### En club
| Saison    | Équipe            | Ligue        |    | Saison régulière | Saison régulière | Saison régulière | Saison régulière | Saison régulière |   | Séries éliminatoires | Séries éliminatoires | Séries éliminatoires | Séries éliminatoires | Séries éliminatoires |
| Saison    | Équipe            | Ligue        | PJ | B                | A                | Pts              | Pun              | PJ               | B | A                    | Pts                  | Pun                  |                      |                      |
| 2009-2010 | Ducs de Dijon     | Ligue Magnus | 17 | 3                | 1                | 4                | 2                | -                | - | -                    | -                    | -                    |                      |                      |
| 2009-2010 | Ducs de Dijon U18 | France U18   | 6  | 13               | 11               | 24               | 10               | 3                | 6 | 9                    | 15                   | 8                    |                      |                      |
| 2010-2011 | Ducs de Dijon     | Ligue Magnus | 25 | 4                | 5                | 9                | 12               | 2                | 1 | 0                    | 1                    | 4                    |                      |                      |
| 2011-2012 | Ducs de Dijon     | Ligue Magnus | 25 | 7                | 9                | 16               | 2                | 5                | 2 | 2                    | 4                    | 0                    |                      |                      |
| 2011-2012 | Ducs de Dijon U22 | France U22   | 7  | 11               | 16               | 27               | 2                | -                | - | -                    | -                    | -                    |                      |                      |
| 2012-2013 | Ducs de Dijon     | Ligue Magnus | 26 | 10               | 17               | 27               | 10               | 5                | 2 | 4                    | 6                    | 2                    |                      |                      |
| 2012-2013 | Ducs de Dijon U22 | France U22   | 7  | 16               | 7                | 23               | 0                | 3                | 2 | 2                    | 4                    | 0                    |                      |                      |
| 2013-2014 | Ducs de Dijon     | Ligue Magnus | 26 | 17               | 14               | 31               | 46               | 8                | 5 | 4                    | 9                    | 0                    |                      |                      |
| 2014-2015 | HPK Hämeenlinna   | Liiga        | 10 | 0                | 0                | 0                | 0                | -                | - | -                    | -                    | -                    |                      |                      |
| 2014-2015 | Rapaces de Gap    | Ligue Magnus | 16 | 2                | 8                | 10               | 12               | 12               | 0 | 7                    | 7                    | 6                    |                      |                      |
| 2015-2016 | Lillehammer IK    | GET ligaen   | 40 | 13               | 16               | 29               | 18               | 6 rel            | 1 | 4                    | 5                    | 6                    |                      |                      |
| 2016-2017 | Herning Blue Fox  | Metal Ligaen | 45 | 11               | 9                | 20               | 47               | 6                | 1 | 2                    | 3                    | 0                    |                      |                      |
| 2017-2018 | Dragons de Rouen  | Ligue Magnus | 42 | 14               | 14               | 28               | 47               | 15               | 1 | 4                    | 5                    | 6                    |                      |                      |
| 2018-2019 | Dragons de Rouen  | Ligue Magnus | 44 | 13               | 23               | 36               | 50               | 16               | 5 | 8                    | 13                   | 12                   |                      |                      |
| 2019-2020 | Dragons de Rouen  | Ligue Magnus | 39 | 8                | 6                | 14               | 38               | 3                | 0 | 1                    | 1                    | 0                    |                      |                      |
| 2020-2021 | Ducs d'Angers     | Ligue Magnus | 15 | 2                | 9                | 11               | 8                | -                | - | -                    | -                    | -                    |                      |                      |
| 2021-2022 | Ducs d'Angers     | Ligue Magnus | 40 | 9                | 14               | 23               | 18               | 16               | 4 | 3                    | 7                    | 8                    |                      |                      |
| 2022-2023 | Ducs d'Angers     | Ligue Magnus | 28 | 5                | 12               | 17               | 8                | 10               | 3 | 2                    | 5                    | 6                    |                      |                      |

| Saison    | Équipe        | Compétition       |    | Saison régulière | Saison régulière | Saison régulière | Saison régulière | Saison régulière |   | Séries éliminatoires | Séries éliminatoires | Séries éliminatoires | Séries éliminatoires | Séries éliminatoires |
| Saison    | Équipe        | Compétition       | PJ | B                | A                | Pts              | Pun              | PJ               | B | A                    | Pts                  | Pun                  |                      |                      |
| 2009-2010 | Ducs de Dijon | Coupe de la Ligue | 5  | 0                | 0                | 4                | 0                | -                | - | -                    | -                    | -                    |                      |                      |
| 2010-2011 | Ducs de Dijon | Coupe de France   | 3  | 1                | 2                | 3                | 2                | -                | - | -                    | -                    | -                    |                      |                      |
| 2010-2011 | Ducs de Dijon | Coupe de la Ligue | 4  | 0                | 2                | 2                | 6                | -                | - | -                    | -                    | -                    |                      |                      |
| 2011-2012 | Ducs de Dijon | Coupe de France   | 4  | 2                | 0                | 2                | 0                | -                | - | -                    | -                    | -                    |                      |                      |
| 2011-2012 | Ducs de Dijon | Coupe de la Ligue | 4  | 3                | 0                | 3                | 4                | -                | - | -                    | -                    | -                    |                      |                      |
| 2012-2013 | Ducs de Dijon | Coupe de France   | 3  | 1                | 4                | 5                | 4                | -                | - | -                    | -                    | -                    |                      |                      |
| 2012-2013 | Ducs de Dijon | Coupe de la Ligue | 6  | 5                | 4                | 9                | 27               | 2                | 1 | 0                    | 1                    | 0                    |                      |                      |
| 2013-2014 | Ducs de Dijon | Coupe de France   | 2  | 2                | 0                | 2                | 14               | -                | - | -                    | -                    | -                    |                      |                      |
| 2013-2014 | Ducs de Dijon | Coupe de la Ligue | 6  | 6                | 7                | 13               | 6                | 2                | 0 | 1                    | 1                    | 2                    |                      |                      |

## Trophées et honneurs personnels
- 2011-2012 : Vainqueur de la Coupe de France.
- 2012-2013 : Meilleur espoir de la Ligue Magnus, trophée Jean-Pierre-Graff.
- 2013-2014 : Meilleur joueur français de la Ligue Magnus, trophée Albert-Hassler.
- 2014-2015 : Vainqueur de la Ligue Magnus
- 2017-2018 : Vainqueur de la Ligue Magnus.
- 2021 - 2022 :  Vainqueur de la Coupe de France